# Савва (Фризюк)
Епи́скоп Са́вва (в миру Русла́н Васи́льевич Фризю́к укр. Руслан Васильович Фризюк; род. 18 октября 1979, село Яблонька, Богородчанский район, Ивано-Франковская область) — архиерей Православной церкви Украины (с 2019), епископ Донецкий и Славянский.
Ранее — епископ Украинской автокефальной православной церкви, епископ Донецкий и Славянский (2017—2018).

## Биография
Родился 18 октября 1979 года в селе Яблонька Богородчанского района Ивано-Франковской области.
В 2000 году окончил Ивано-Франковскую духовную семинарию, а в 2006 году — Львовскую богословскую академию (УПЦ КП).
19 февраля 1997 года был пострижен в монашество, а 8 февраля 1998 года епископом Ивано-Франковским и Галицким Иоасафом (Василикивым) был рукоположен в сан пресвитера, после чего нёс пастырское служение на приходах Донецкой, Сумской и Ивано-Франковской областей.
В июне 2004 года был принят в клир Украинской автокефальной православной церкви и с того же года духовно опекал общину УАПЦ Славянска Донецкой области, а затем и в других городах и селах Донбасса.
Решением Архиерейского собора и патриаршей совета от 4 мая 2017 года был избран для рукоположения в сан епископа Донецкого и Славянского.
14 мая 2017 года в храме святого Георгия Победоносца города Кривой Рог митрополитом Макарием (Малетичем), архиепископом Афанасием (Шкурупием) и епископом Борисом (Харко) был рукоположен в сан епископа.